# Moritz Wullen

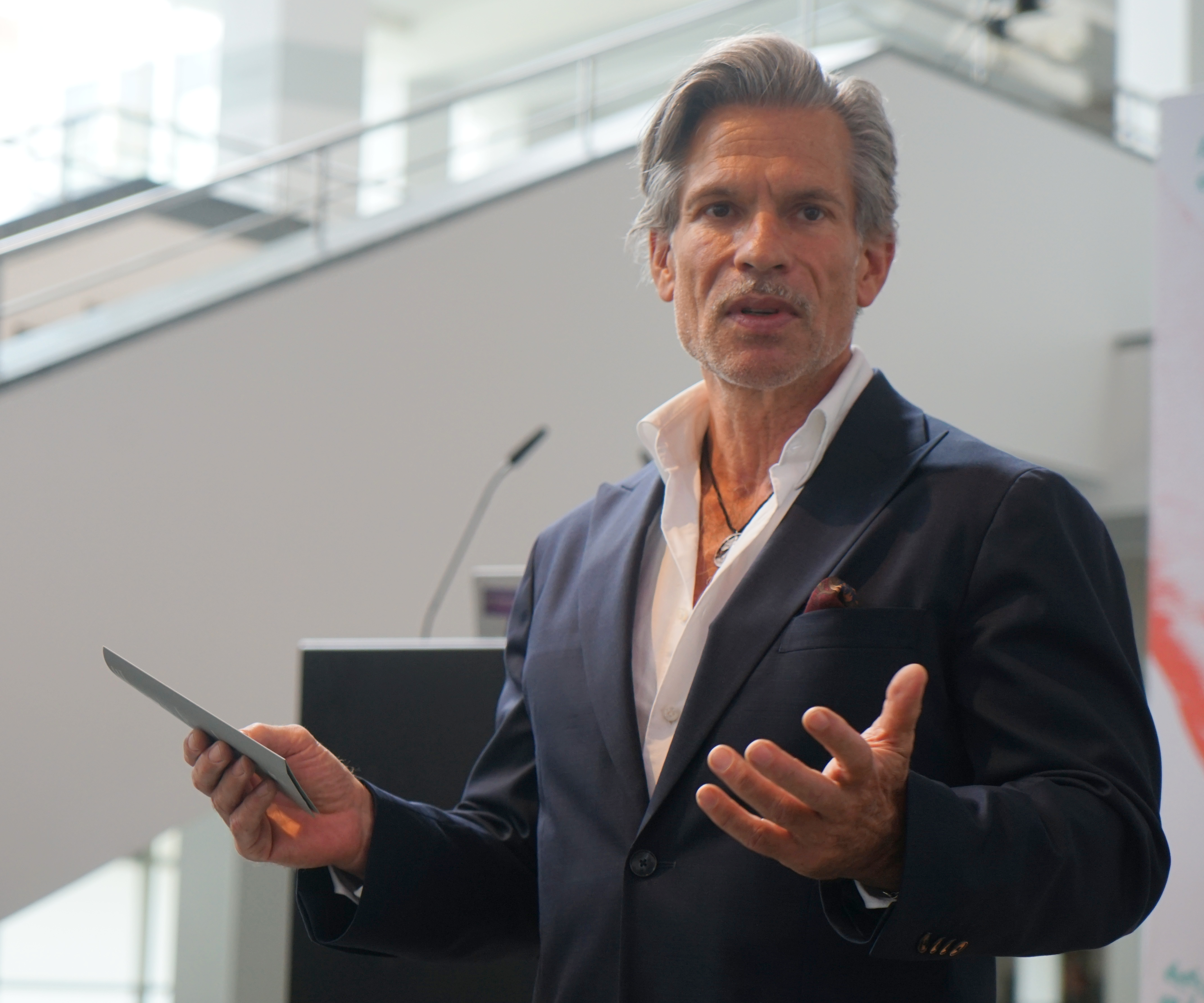
Moritz Wullen, 2025

Moritz Wullen (* 21. November 1966 in Stuttgart) ist ein deutscher Kunsthistoriker und Museumsdirektor.

## Leben
Nach dem Studium der Geschichte und Kunstgeschichte an der Universität Stuttgart promovierte Moritz Wullen 1997 über das Thema „Was ist deutsch? Funktionen deutscher Redlichkeit und Ehrlichkeit in der Kommunikation des 18. Jahrhunderts“. Von 1997 bis 1999 war Moritz Wullen Museumsassistent in Fortbildung an der Nationalgalerie. 1999 wurde er persönlicher Referent des Generaldirektors der Staatlichen Museen zu Berlin. 2006 erfolgte die Ernennung zum Ausstellungsleiter der Nationalgalerie. Seit 2007 ist Moritz Wullen Direktor der Kunstbibliothek der Staatlichen Museen zu Berlin. Von 2016 bis 2018 arbeitete Moritz Wullen beratend als Beauftragter der Gründungsintendanz des Humboldt-Forums.

## Tätigkeit
Schwerpunkte seiner Forschungs- und Museumsarbeit sind die Vernetzung der Geistes- und Kulturwissenschaften sowie der Ausbau des Dialogs mit den Naturwissenschaften. Die interdisziplinären Projekte werden realisiert in Zusammenarbeit mit archäologischen, kunstwissenschaftlichen und ethnologischen Museen, Universitäten und internationalen Forschungseinrichtungen. Ziel ist die Entwicklung neuer Perspektiven auf die Geschichte der Bildkultur in allen Lebens- und Wissensbereichen. Exemplarische Ausstellungen: „Maß, Zahl und Gewicht. Meisterwerke der Sammlung Architektur der Kunstbibliothek“ (2008, Kooperation mit der Humboldt-Universität zu Berlin); „Babylon: Mythos“ (2008, Kooperation mit dem Vorderasiatischen Museum Berlin, Musée du Louvre Paris, British Museum London); „Unsterblich! Der Kult des Künstlers“ (2008, Kooperation mit den Archäologischen Museen und Museen der europäischen Kunst der Staatlichen Museen zu Berlin), „Von mehr als einer Welt. Die Künste der Aufklärung“ (2012, Kooperation mit der Humboldt-Universität zu Berlin); „Das Piranesi-Prinzip“ (2020, Kooperation mit der Humboldt-Universität zu Berlin).
Moritz Wullen hat die Kunstbibliothek als interdisziplinäre Museumseinrichtung international profiliert mit zahlreichen Digitalisierungs- und Forschungsprojekten zur Geschichte der Architektur des 20. Jahrhunderts, der Fotografie, Mode und der Provenienzforschung.

## Veröffentlichungen
- (als Mitherausgeber), Fontane und die Bildende Kunst, Berlin 1998.
- Die Deutschen sind im Treppenhaus. Der Fries Otto Geyers in der Alten Nationalgalerie, Berlin 2001.
- (Herausgeber), Natur als Vision: Meisterwerke der englischen Präraffaeliten, Berlin – Köln 2004.
- (als Mitherausgeber), Hieroglyphen! Der Mythos der Bilderschrift von Nofretete bis Andy Warhol, Berlin 2005.
- (als Mitherausgeber), Der Ball ist rund: Kreis, Kugel, Kosmos, Berlin 2006.
- (Herausgeber), Das abc der Bilder, Berlin 2007.
- (als Mitherausgeber), Denken in Bildern. 31 Positionen zu Kunst, Museum und Wissenschaft, Berlin 2008.
- (als Mitherausgeber), Babylon Mythos, München 2008.
- (als Mitherausgeber), Unsterblich! Der Kult des Künstlers, Berlin 2008.
- (als Mitherausgeber), Von mehr als einer Welt. Die Künste der Aufklärung, Berlin 2012.
- Neue Kunstgeschichte für das Humboldt Forum, in: Das Humboldt Forum. Die Wiedergewinnung der Idee, hrsg. v. Horst Bredekamp und Peter-Klaus Schuster, Berlin 2016, S. 190–205.
- (als Mitherausgeber), Das Piranesi-Prinzip, Leipzig 2020.
- UFO 1665: Die Luftschlacht von Stralsund, Köln 2023.